# Ločica pri Vranskem
Ločica pri Vranskem je naselje u slovenskoj Općini Vranskom. Ločica pri Vranskem se nalazi u pokrajini Štajerskoj i statističkoj regiji Savinjskoj. 

## Stanovništvo
Prema popisu stanovništva iz 2002. godine naselje je imalo 151 stanovnika.